# هانك آرون (لاعب كرة قاعدة)
هانك آرون (ولد في عام 1934 في موبايل بألاباما وتوفى في 22 يناير 2021) لاعب كرة قاعدة أمريكي معتزل، لعب في دوري كرة القاعدة الأمريكي في الفترة بين عام 1954 إلى 1976. يعتبر أحد أعظم لاعبي كرة القاعدة في تاريخ اللعبة. ففي عام 1999 وضعته صحيفة ذا سبورتينغ نيوز في المرتبة الخامسة في قائمة أعظم لاعبي هذه الرياضة.

## روابط خارجية
- هانك آرون على موقع IMDb (الإنجليزية)
- هانك آرون على موقع الموسوعة البريطانية (الإنجليزية)
- هانك آرون على موقع ميوزك برينز (الإنجليزية)
- هانك آرون على موقع إن إن دي بي (الإنجليزية)
- هانك آرون على موقع ديسكوغز (الإنجليزية)
- هانك آرون على موقع قاعدة بيانات الفيلم (الإنجليزية)
- هانك آرون على موقع دوري كرة القاعدة الرئيسي (الإنجليزية)
- هانك آرون على موقعبيزبول رفرنس.كوم (الدوري الرئيسي) (الإنجليزية)
- هانك آرون على موقعبيزبول رفرنس.كوم (الدوري الثانوي) (الإنجليزية)
- هانك آرون على موقع جمعية أبحاث البيسبول الأمريكية (الإنجليزية)
- هانك آرون على موقع إي إس بي إن.كوم (أم.أل.بي) (الإنجليزية)
- هانك آرون على موقع مشجعي الرسوم البيانية (الإنجليزية)
- هانك آرون على موقع قاعة مشاهير كرة القاعدة (الإنجليزية)
- هانك آرون على موقع قاعة جورجيا للمشاهير الرياضية (مؤرشف) (الإنجليزية)